# Virgibacillus halotolerans
Virgibacillus halotolerans  (altgriechisch ἅλς hals [Genitiv ἁλός halos] „Salz“; lateinisch tolerare „ertragen, aushalten, erdulden, tolerieren“, tolerans: „tolerierend“) ist ein grampositives, strikt aerobes, stäbchenförmiges Bakterium mit schwacher Motilität aus der Gattung Virgibacillus. Es wächst cremefarben, flach bis niedrig-konvex und durchsichtig nach 3 Tagen bei 30 °C auf Casein-Soja-Pepton-Agar mit 3 % Natriumchlorid. Wachstum findet zwischen 8 und 35 °C (optimal 27–30 °C) bei einem pH von 6,5–8,5 (optimal pH 7–8) bei Salzkonzentrationen von 0,5–16,5 % NaCl (optimal 3–5 %) statt. Der Typstamm wurde aus einem Milchprodukt in Bayern isoliert.